# مثوى (اسم)
مثوى هو اسم علم مذكر من أصل عربي، ومعناه هو مكان الإقامة، مأوى من الثواء وهو الإقامة، والاسم اسم مكان واللفظ مذكورة في القرآن وهي في معظم المواضع مربوطة بجهنم قال تعالى: ﴿فإن يصبروا ف النار مثوىً لهم﴾ [فصلت من الآية 24]وقال ﴿ اليس في جهنم مثوىً للكافرين﴾ [ الزمر من الآية 32]ويسمون به.
انا

## وصلات خارجية
- موسوعة السلطان قابوس لأسماء العرب